# Ged Wright
Ged Maxwell Wright (* Januar 1976 in Australien) ist ein australischer VFX Supervisor, der 2011 für Iron Man 2 für den Oscar in der Kategorie Beste visuelle Effekte nominiert wurde. 

## Leben
Er arbeitete in Australien einige Jahre an Werbefilmen, bevor er 2001 nach Großbritannien zog. Dort war er für Mill Film an Harry Potter und die Kammer des Schreckens beteiligt.
2002 wechselte er zum Visual Effects Unternehmen Double Negative. Dort arbeitete er an Filmen wie Die Liga der außergewöhnlichen Gentlemen, James Bond 007: Ein Quantum Trost und Man of Steel. 2011 wurde er gemeinsam mit Janek Sirrs, Ben Snow und Daniel Sudick für Iron Man 2 für den Oscar in der Kategorie Beste visuelle Effekte nominiert.

## Filmografie (Spezialeffekte)
- 2002: Harry Potter und die Kammer des Schreckens (Harry Potter and the Chamber of Secrets)[2]
- 2003: Die Liga der außergewöhnlichen Gentlemen (The League of Extraordinary Gentlemen)
- 2005: Harry Potter und der Feuerkelch (Harry Potter and the Goblet of Fire)
- 2007: Harry Potter und der Orden des Phönix (Harry Potter and the Order of the Phoenix)
- 2008: 10.000 B.C. (10,000 BC)
- 2008: James Bond 007: Ein Quantum Trost (Quantum of Solace)
- 2010: Iron Man 2
- 2011: Attack the Block
- 2011: The Tree of Life
- 2013: Man of Steel